# Gesvres
Gesvres és un municipi francès situat al departament de Mayenne i a la regió de País del Loira. L'any 2007 tenia 527 habitants.

## Demografia

### Població
El 2007 la població de fet de Gesvres era de 527 persones. Hi havia 218 famílies de les quals 68 eren unipersonals (36 homes vivint sols i 32 dones vivint soles), 79 parelles sense fills, 67 parelles amb fills i 4 famílies monoparentals amb fills.
La població ha evolucionat segons el següent gràfic:
Habitants censats

### Habitatges
El 2007 hi havia 316 habitatges, 228 eren l'habitatge principal de la família, 58 eren segones residències i 30 estaven desocupats. 309 eren cases i 4 eren apartaments. Dels 228 habitatges principals, 174 estaven ocupats pels seus propietaris, 47 estaven llogats i ocupats pels llogaters i 7 estaven cedits a títol gratuït; 6 tenien una cambra, 32 en tenien dues, 47 en tenien tres, 58 en tenien quatre i 85 en tenien cinc o més. 186 habitatges disposaven pel capbaix d'una plaça de pàrquing. A 113 habitatges hi havia un automòbil i a 95 n'hi havia dos o més.

### Piràmide de població
La piràmide de població per edats i sexe el 2009 era:
| Homes | Edats   | Dones |
| ----- | ------- | ----- |
| 0     | 95 o +  | 0     |
| 0     | 90 a 94 | 0     |
| 8     | 85 a 89 | 8     |
| 0     | 80 a 84 | 0     |
| 8     | 75 a 79 | 16    |
| 28    | 70 a 74 | 4     |
| 4     | 65 a 69 | 8     |
| 20    | 60 a 64 | 32    |
| 12    | 55 a 59 | 8     |
| 28    | 50 a 54 | 12    |
| 8     | 45 a 49 | 12    |
| 20    | 40 a 44 | 4     |
| 24    | 35 a 39 | 24    |
| 28    | 30 a 34 | 40    |
| 8     | 25 a 29 | 0     |
| 32    | 20 a 24 | 20    |
| 12    | 15 a 19 | 12    |
| 0     | 10 a 14 | 32    |
| 44    | 5 a 9   | 12    |
| 28    | 0 a 4   | 12    |

## Economia
El 2007 la població en edat de treballar era de 311 persones, 234 eren actives i 77 eren inactives. De les 234 persones actives 206 estaven ocupades (116 homes i 90 dones) i 28 estaven aturades (12 homes i 16 dones). De les 77 persones inactives 31 estaven jubilades, 23 estaven estudiant i 23 estaven classificades com a «altres inactius».

### Ingressos
El 2009 a Gesvres hi havia 237 unitats fiscals que integraven 538,5 persones, la mediana anual d'ingressos fiscals per persona era de 15.268 €.

### Activitats econòmiques
Dels 17 establiments que hi havia el 2007, 5 eren d'empreses de construcció, 6 d'empreses de comerç i reparació d'automòbils, 1 d'una empresa d'hostatgeria i restauració, 1 d'una empresa immobiliària, 3 d'empreses de serveis i 1 d'una empresa classificada com a «altres activitats de serveis».
Dels 6 establiments de servei als particulars que hi havia el 2009, 1 era un taller de reparació d'automòbils i de material agrícola, 1 paleta, 1 fusteria, 1 lampisteria, 1 perruqueria i 1 restaurant.
L'únic establiment comercial que hi havia el 2009 era una adrogueria.
L'any 2000 a Gesvres hi havia 41 explotacions agrícoles que ocupaven un total de 1.725 hectàrees.

## Equipaments sanitaris i escolars
El 2009 hi havia una escola elemental.

## Poblacions més properes
El següent diagrama mostra les poblacions més properes.